# Pseudosphegesthes samai
Pseudosphegesthes samai là một loài bọ cánh cứng trong họ Cerambycidae.